# Temescal Valley (Kalifornija)
Temescal Valley je naseljeno područje za statističke svrhe u američkoj saveznoj državi Kalifornija. Prema popisu stanovništva iz 2010. u njemu je živjelo 22.535 stanovnika.